# Podlesie (Bronkowice)
Podlesie – część wsi Bronkowice w Polsce, położona w województwie świętokrzyskim, w powiecie starachowickim, w gminie Pawłów.
W latach 1975–1998 Podlesie administracyjnie należało do województwa kieleckiego.